# كهف شبانناغل
كهف شبانناغل (بالألمانية: Spannagelhöhle)‏ هو كهف إستعراضي بالقرب من هينترتوكس، في جبال الألب زيلرتال في ولاية تيرول النمساوية. حاليًا تم اكتشاف حوالي 10 كيلومترات من الكهوف. تتيح الجولات المصحوبة بمرشدين الوصول إلى 500 متر من الكهف. يقع مدخلها أسفل شباناجيلهاوس (2531 م)، وهو كوخ جبلي كان يديره سابقًا نادي السياحة النمساوي (ÖTK). تم تسمية الكهف والكوخ على اسم الدكتور رودولف شبانناجل، الذي كان رئيس ÖTK من عام 1902 إلى عام 1904.